# Astrid Sonne
Astrid Sonne est une auteure-compositrice-interprète et altiste danoise. Depuis février 2024, elle vit à Londres.

## Carrière
Astrid Sonne est née sur l'île de Bornholm, au Danemark. À l'âge de six ans elle commence à jouer de l'alto et, à 16 ans, elle déménage à Copenhague. Elle y suit une formation classique rigoureuse dans un programme pré-conservatoire mais le quitte à 18 ans, la composition classique étant selon elle trop restrictive et ne lui permettant pas d'exprimer ce qu'elle veut. Elle se tourne alors vers la composition numérique et expérimente avec le logiciel Ableton Live, se formant empiriquement à son utilisation.
Elle est influencée par la musique postmoderne et minimaliste ainsi que la scène noise de Copenhague, mais également par ses expériences en chorale et dans un groupe de jazz. Pendant son adolescence elle s'intéresse à la musique expérimentale, elle est notamment touchée par la musique de Brian Eno dans laquelle elle perçoit quelque chose d'ouvert et d'accessible, là où la composition classique au contraire lui a toujours semblé hermétique. Elle voit dans la musique électronique une nouvelle voie pour composer, loin des méthodes institutionnelles et des dogmes.
Le 16 février 2018, elle sort son premier album intitulé Human Lines, dans lequel elle cherche à combiner son éducation classique avec la composition électronique.
Après avoir dévoilé son EP Ephemeral Camera Feed le 18 mars 2022, Astrid Sonne sort le single How far. En juin de la même année, le site Pitchfork inclut l'EP dans sa liste des 39 meilleurs albums déjà sortis cette année. Son troisième album studio, Great Doubt, sort le 26 janvier 2024.
En mars, elle donne un concert aux côtés de la musicienne danoise ML Buch.